# Oh Seung-hoon
Oh Seung-Hoon (sinh ngày 30 tháng 6 năm 1988) là một cầu thủ bóng đá Hàn Quốc thi đấu cho Ulsan Hyundai.

## Thống kê câu lạc bộ
Cập nhật đến ngày 22 tháng 2 năm 2015.
| Thành tích câu lạc bộ | Thành tích câu lạc bộ | Thành tích câu lạc bộ | Giải vô địch | Giải vô địch | Cúp                   | Cúp                   | Tổng cộng | Tổng cộng |
| Mùa giải              | Câu lạc bộ            | Giải vô địch          | Số trận      | Bàn thắng    | Số trận               | Bàn thắng             | Số trận   | Bàn thắng |
| Nhật Bản              | Nhật Bản              | Nhật Bản              | Giải vô địch | Giải vô địch | Cúp Hoàng đế Nhật Bản | Cúp Hoàng đế Nhật Bản | Tổng cộng | Tổng cộng |
| --------------------- | --------------------- | --------------------- | ------------ | ------------ | --------------------- | --------------------- | --------- | --------- |
| 2010                  | Tokushima Vortis      | J2 League             | 7            | 0            | 0                     | 0                     | 7         | 0         |
| 2011                  | Tokushima Vortis      | J2 League             | 34           | 0            | 0                     | 0                     | 34        | 0         |
| 2012                  | Tokushima Vortis      | J2 League             | 31           | 0            | 1                     | 0                     | 32        | 0         |
| 2013                  | Kyoto Sanga FC        | J2 League             | 42           | 0            | 1                     | 0                     | 43        | 0         |
| 2014                  | Kyoto Sanga FC        | J2 League             | 35           | 0            | 2                     | 0                     | 37        | 0         |
| Tổng                  | Tổng                  | Tổng                  | 149          | 0            | 4                     | 0                     | 153       | 0         |